# Federico Leopoldo di Prussia
Gioacchino Carlo Guglielmo Federico Leopoldo di Prussia, (tedesco: Joachim Karl Wilhelm Friedrich Leopold Prinz von Preußen) (Berlino, 14 novembre 1865 – Krojanke, 13 settembre 1931), è stato un principe e ufficiale prussiano, ultimo colonnello-generale.

## Biografia
Federico Leopoldo era il figlio del principe Federico Carlo di Prussia, e di sua moglie, la principessa Maria Anna di Anhalt.

## Carriera militare
All'età di dieci anni era cadetto e sottotenente nel I° Reggimento delle Guardie a Potsdam, nel 1885 venne promosso a primo tenente, nel 1888 a capitano, nel 1890 a maggiore e nel 1893 a colonnello.
Nello stesso anno, ricevette il grado di generale di divisione e divenne comandante del reggimento Garde du Corps, un reggimento corazzieri del I° Guardie Brigata di Cavalleria.
Durante la guerra russo-giapponese (1904-1905) ha lavorato come consulente presso la sede dell'esercito russo. Nel 1907 è stato nominato Ispettore Generale dell'Esercito e il 10 settembre 1910 a colonnello generale.

## Matrimonio
Sposò, il 24 giugno 1889 a Berlino, la principessa Luisa Sofia di Schleswig-Holstein-Sonderburg-Augustenburg (8 aprile 1866-28 aprile 1952), una sorella dell'imperatrice Augusta Vittoria, moglie dell'imperatore Guglielmo II.
Ebbero quattro figli:
- principessa Vittoria Margherita (17 aprile 1890-9 settembre 1923), sposò Enrico XXXIII di Reuss-Köstritz, ebbero figli;
- principe Federico Sigismondo di Prussia (17 dicembre 1891-27 luglio 1927), sposò la principessa Maria Luisa di Schaumburg-Lippe, ebbero figli;
- Federico Carlo di Prussia (6 aprile 1893-6 aprile 1917), morì durante la prima guerra mondiale;
- Federico Leopoldo di Prussia (17 agosto 1895-27 novembre 1954)[3].

Il principe Federico Leopoldo di Prussia era un assiduo frequentatore di casinò e sono stati venduti, per questo motivo, parti del suo patrimonio.

## Morte
Egli possedeva anche una villa di grandi dimensioni a Krojanke, che si trovava a Posen, nella Prussia occidentale. Il 21 giugno 1924, il suo possesso venne confermato dalla corte di giustizia. In questa villa, Federico Leopoldo morì nel 1931.

## Ascendenza
|                                   |                           |                                            | Genitori                                  |  |  | Nonni |  |  | Bisnonni                          |  |  | Trisnonni                        |  |
|                                   |                           |                                            |                                           |  |  |       |  |  | Federico Guglielmo III di Prussia |  |  | Federico Guglielmo II di Prussia |  |
|                                   |                           |                                            |                                           |  |  |       |  |  | Federico Guglielmo III di Prussia |  |  | Federico Guglielmo II di Prussia |  |
|                                   |                           | Federica Luisa d'Assia-Darmstadt           |                                           |  |  |       |  |  | Federico Guglielmo III di Prussia |  |  |                                  |  |
| Carlo di Prussia                  |                           |                                            |                                           |  |  |       |  |  | Federico Guglielmo III di Prussia |  |  |                                  |  |
|                                   |                           | Luisa di Meclemburgo-Strelitz              | Carlo II di Meclemburgo-Strelitz          |  |  |       |  |  |                                   |  |  |                                  |  |
|                                   |                           | Luisa di Meclemburgo-Strelitz              | Carlo II di Meclemburgo-Strelitz          |  |  |       |  |  |                                   |  |  |                                  |  |
|                                   |                           | Luisa di Meclemburgo-Strelitz              | Federica d'Assia-Darmstadt                |  |  |       |  |  |                                   |  |  |                                  |  |
| Federico Carlo di Prussia         |                           | Luisa di Meclemburgo-Strelitz              |                                           |  |  |       |  |  |                                   |  |  |                                  |  |
|                                   |                           | Carlo Federico di Sassonia-Weimar-Eisenach | Carlo Augusto di Sassonia-Weimar-Eisenach |  |  |       |  |  |                                   |  |  |                                  |  |
|                                   |                           | Carlo Federico di Sassonia-Weimar-Eisenach | Carlo Augusto di Sassonia-Weimar-Eisenach |  |  |       |  |  |                                   |  |  |                                  |  |
|                                   |                           | Carlo Federico di Sassonia-Weimar-Eisenach | Luisa Augusta d'Assia-Darmstadt           |  |  |       |  |  |                                   |  |  |                                  |  |
| Maria di Sassonia-Weimar-Eisenach |                           | Carlo Federico di Sassonia-Weimar-Eisenach |                                           |  |  |       |  |  |                                   |  |  |                                  |  |
|                                   |                           | Marija Pavlovna Romanova                   | Paolo I di Russia                         |  |  |       |  |  |                                   |  |  |                                  |  |
|                                   |                           | Marija Pavlovna Romanova                   | Paolo I di Russia                         |  |  |       |  |  |                                   |  |  |                                  |  |
|                                   |                           | Marija Pavlovna Romanova                   | Sofia Dorotea di Württemberg              |  |  |       |  |  |                                   |  |  |                                  |  |
| Federico Leopoldo di Prussia      |                           | Marija Pavlovna Romanova                   |                                           |  |  |       |  |  |                                   |  |  |                                  |  |
|                                   | Federico di Anhalt-Dessau | Leopoldo III di Anhalt-Dessau              |                                           |  |  |       |  |  |                                   |  |  |                                  |  |
|                                   | Federico di Anhalt-Dessau | Leopoldo III di Anhalt-Dessau              |                                           |  |  |       |  |  |                                   |  |  |                                  |  |
|                                   | Federico di Anhalt-Dessau | Luisa di Brandeburgo-Schwedt               |                                           |  |  |       |  |  |                                   |  |  |                                  |  |
| Leopoldo IV di Anhalt-Dessau      | Federico di Anhalt-Dessau |                                            |                                           |  |  |       |  |  |                                   |  |  |                                  |  |
|                                   |                           | Amalia d'Assia-Homburg                     | Federico V d'Assia-Homburg                |  |  |       |  |  |                                   |  |  |                                  |  |
|                                   |                           | Amalia d'Assia-Homburg                     | Federico V d'Assia-Homburg                |  |  |       |  |  |                                   |  |  |                                  |  |
|                                   |                           | Amalia d'Assia-Homburg                     | Carolina d'Assia-Darmstadt                |  |  |       |  |  |                                   |  |  |                                  |  |
| Maria Anna di Anhalt              |                           | Amalia d'Assia-Homburg                     |                                           |  |  |       |  |  |                                   |  |  |                                  |  |
|                                   |                           | Luigi Carlo di Prussia                     | Federico Guglielmo II di Prussia          |  |  |       |  |  |                                   |  |  |                                  |  |
|                                   |                           | Luigi Carlo di Prussia                     | Federico Guglielmo II di Prussia          |  |  |       |  |  |                                   |  |  |                                  |  |
|                                   |                           | Luigi Carlo di Prussia                     | Federica Luisa d'Assia-Darmstadt          |  |  |       |  |  |                                   |  |  |                                  |  |
| Federica di Prussia               |                           | Luigi Carlo di Prussia                     |                                           |  |  |       |  |  |                                   |  |  |                                  |  |
|                                   |                           | Federica di Meclemburgo-Strelitz           | Carlo II di Meclemburgo-Strelitz          |  |  |       |  |  |                                   |  |  |                                  |  |
|                                   |                           | Federica di Meclemburgo-Strelitz           | Carlo II di Meclemburgo-Strelitz          |  |  |       |  |  |                                   |  |  |                                  |  |
|                                   |                           | Federica di Meclemburgo-Strelitz           | Federica d'Assia-Darmstadt                |  |  |       |  |  |                                   |  |  |                                  |  |
|                                   |                           | Federica di Meclemburgo-Strelitz           |                                           |  |  |       |  |  |                                   |  |  |                                  |  |